# Vallée de Muggio
La vallée de Muggio, appelée en italien Valle di Muggio ou val da Mücc en dialecte local[réf. nécessaire], est une vallée située dans le canton du Tessin, en Suisse.

## Description
La vallée doit son nom au village de Muggio, qui était jusqu'à la fusion des communes le village le plus important. Actuellement la vallée est divisée en deux communes, une par flanc de montagne. Au nord-ouest (flanc droit) se trouvent les villages de Casima, Monte, Camporà, Obino, Gorla, Corteglia et Castel San Pietro. Au sud-est (flanc gauche) se trouvent les villages de Roncapiano, Scudelate, Muggio, Cabio, Bruzzella, Canneggio, Morbio Superiore et Morbio Inferiore .
La vallée  est entièrement parcourue par la Breggia qui prend sa source sur le territoire italien pour se jeter ensuite dans le lac de Côme.
En 2014, la vallée est nommée paysage suisse de l'année. Le prix de 5 000 francs est remis au musée ethnographique de la vallée de Muggio, situé dans le village de Cabbio, pour récompenser « un bel exemple d'aménagement du territoire, qui a su préserver la région ».

## Source
- (it) Cet article est partiellement ou en totalité issu de l’article de Wikipédia en italien intitulé « Valle di Muggio » (voir la liste des auteurs).
- Stefania Bianchi, « Muggio, val » dans le Dictionnaire historique de la Suisse en ligne, version du 28 janvier 2010.